# Коринна (тауншип, Миннесота)
Коринна (англ. Corinna) — тауншип в округе Райт, Миннесота, США. На 2000 год его население составило 2457 человек.

## География
По данным Бюро переписи населения США площадь тауншипа составляет 86,4 км², из которых 64,4 км² занимает суша, а 22,0 км² — вода (25,49 %).

## Демография
По данным переписи населения 2000 года здесь находились 2457 человек, 944 домохозяйства и 711 семей.  Плотность населения —  38,2 чел./км².  На территории тауншипа расположено 1615 построек со средней плотностью 25,1 построек на один квадратный километр. Расовый состав населения: 98,82 % белых, 0,28 % афроамериканцев, 0,41 % коренных американцев, 0,04 % азиатов, 0,04 % c Тихоокеанских островов, 0,08 % — других рас США и 0,33 % приходится на две или более других рас. Испанцы или латиноамериканцы любой расы составляли 0,37 % от популяции тауншипа.
Из 944 домохозяйств в 30,1 % воспитывались дети до 18 лет, в 69,1 % проживали супружеские пары, в 3,9 % проживали незамужние женщины и в 24,6 % домохозяйств проживали несемейные люди. 19,6 % домохозяйств состояли из одного человека, при том 6,8 % из — одиноких пожилых людей старше 65 лет. Средний размер домохозяйства — 2,57, а семьи — 2,97 человека.
24,4 % населения младше 18 лет, 5,9 % в возрасте от 18 до 24 лет, 27,4 % от 25 до 44, 27,6 % от 45 до 64 и 14,7 % старше 65 лет. Средний возраст — 40 лет. На каждые 100 женщин приходилось 105,6 мужчин.  На каждые 100 женщин старше 18 приходилось 108,1 мужчин.
Средний годовой доход домохозяйства составлял 53 770 долларов, а средний годовой доход семьи —  57 115 долларов. Средний доход мужчин —  44 028  долларов, в то время как у женщин — 31 290. Доход на душу населения составил 28 610 долларов. За чертой бедности находились 3,6 % семей и 5,0 % всего населения тауншипа, из которых 7,3 % младше 18 и 3,2 % старше 65 лет.